# 互联网新闻信息稿源单位名单
《互联网新闻信息稿源单位名单》，是中国网信办公布的一份允许成为被转载新闻提供者的白名单。中国官方表示，互联网新闻信息服务提供者转载新闻信息时，必须依据最新版《互联网新闻信息稿源单位名单》执行，对超范围转载的，将予以处罚。

## 版本变化
《互联网新闻信息稿源单位名单》有多个版本，上一个版本《互联网新闻信息稿源单位名单（截至2016年7月）》于2016年8月8日公布。最近一个版本于2021年10月20日公布。
财新网曾出现在以前版本的名单中，但没有出现在最新版的名单中。